# Романцево (городской округ Шаховская)
Романцево — деревня в городском округе Шаховская Московской области.

## Население
| 1859 | 1926 | 2002 | 2006 | 2010 |
| ---- | ---- | ---- | ---- | ---- |
| 238  | ↗294 | ↘2   | ↗3   | ↗7   |

## География
Деревня расположена в южной части округа, примерно в 12 км к югу от райцентра Шаховская, на правом берегу малой речки Жаровни (правый приток Рузы), высота центра над уровнем моря 215 м. Ближайшие населённые пункты — Филенино на противоположном берегу реки и Мерклово в 3 км на юг.

## Исторические сведения
Впервые упоминается в писцовой книге Волоколамского района 1626 года как присёлок села Середа.
В 1769 году Романцово — деревня Хованского стана Волоколамского уезда Московской губернии, владение Коллегии экономии (ранее — Новоиерусалимского монастыря). В деревне 12 дворов и 42 души.
В середине XIX века деревня относилась к 1-му стану Волоколамского уезда и принадлежала Департаменту государственных имуществ. В деревне было 29 дворов, 100 душ мужского пола и 109 душ женского.
В «Списке населённых мест» 1862 года Романцево — казённая деревня 1-го стана Волоколамского уезда Московской губернии по правую сторону Московского тракта, шедшего от границы Зубцовского уезда на город Волоколамск, в 37 верстах от уездного города, при речке Жаровне, с 33 дворами и 238 жителями (107 мужчин, 131 женщина).
По данным на 1890 год входила в состав Серединской волости, число душ мужского пола составляло 102 человека.
В 1913 году в деревне 51 двор и земское училище.
По материалам Всесоюзной переписи населения 1926 года — центр Романцевского сельсовета, проживало 294 человека (121 мужчина, 173 женщины), насчитывалось 58 хозяйств (57 крестьянских), имелась школа.
С 1929 года — населённый пункт в составе Шаховского района Московской области.
1994—2006 гг. — деревня Серединского сельского округа Шаховского района.
2006—2015 гг. — деревня сельского поселения Серединское Шаховского района.
2015 г. — н. в. — деревня городского округа Шаховская Московской области.